# 비하그
《비하그》(타갈로그어: Bihag)는 2019년 방영된 필리핀의 드라마이다.